# Knopfmacherfelsen
Der Knopfmacherfelsen, ein Felsvorsprung im Unteren Massenkalk, ist ein Aussichtspunkt im Naturpark Obere Donau, zwischen Fridingen an der Donau und Beuron. 
Vom 765 m ü. NN hoch gelegenen Knopfmacherfelsen aus eröffnet sich ein weiter Blick auf das Donautal und die Bahnstrecke Tuttlingen–Inzigkofen bis nach Beuron sowie über die ausgeräumte Zementmergelschüssel beim Schloss Bronnen. In unmittelbarer Nähe des Felsens befindet sich die Ortslage Knopfmacher.

Blick vom Knopfmacherfelsen, 180°-Panorama

## Sage

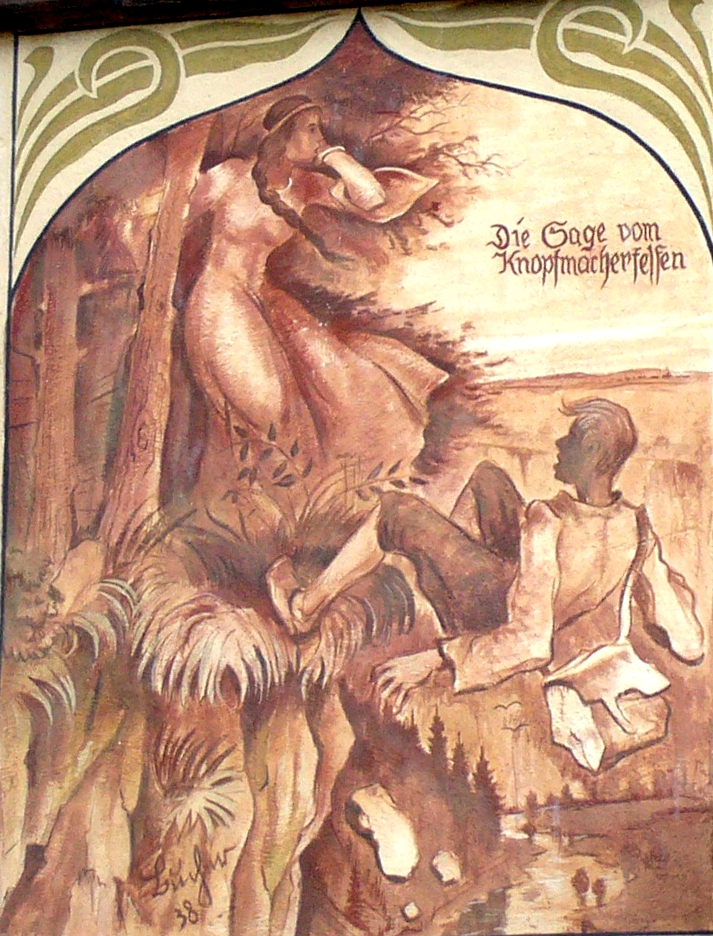
Die Sage vom Knopfmacherfelsen, von Franz Xaver Bucher 1938 dargestellt am Haus „Scharfeck“ in Fridingen

Der Name geht auf folgende Sage zurück: Am 4. April 1823 soll am Knopfmacherfelsen der ehrbare Knopfmacher Fidelis Martin abgestürzt sein. Dieser war zuvor mit seinem Pferd auf dem Markt in Tuttlingen. Auf dem Weg zurück nach Beuron brach die Nacht herein. Nach der Sage begegnete ihm das „Hardtfräulein“ und führte den Knopfmacher auf den steilen Fels. Mann und Ross stürzten in die Tiefe. Erst am 18. April fand sie der Klosterschäfer von Beuron tot am Fuße des Felsens.